# Beccariophoenix madagascariensis
Espèce
Classification phylogénétique
Statut de conservation UICN

 VU B1ab(iii)+2ab(iii); D1 : Vulnérable
Beccariophoenix madagascariensis est une espèce de palmiers (Arecaceae) endémique de Madagascar.

## Répartition et habitat
Cette espèce endémique à l'est de Madagascar est présente entre 1 et 1 200 m d'altitude. Elle pousse dans la forêt tropicale humide de plaine et de montagne, souvent sur un sol pauvre.